# مضر الآلوسي
مضر عبد المجيد الآلوسي، (1970-)، وهو شاعر وخطيب وكاتب وأديب، عراقي عمل في الثقافة والإعلام.

## نسبه
أبو باز مضر عبد المجيد إبراهيم محمد أمين الآلوسي آل الطيار الحموي الحسني الهاشمي القريشي.

## النشأة
ولد سنة 1970 في محافظة الأنبار قضاء حديثة ناحية آلوس في أعالي الفرات بالعراق، انتقل إلى بغداد مع عائلته عام 1972 في محلة السفينة بالأعظمية.

## السيرة العلمية
حفظ شعراً كثيراً وبدأ بنظم الشعر في سن العاشرة وجلس للدرس عند والده الشيخ عبد المجيد الألوسي بعد أن أكمل الدراسة الابتدائية جالس علماء كثيرين من العراق وبلاد الشام ومصر والمغرب العربي وحفظ القرآن وكثيراً من السنة والمرويات والمنظومات العلمية، ثم انتقل للدراسة في إعدادية الدراسات الإسلامية في بغداد وتخرج في كلية العلوم الإسلامية بجامعة بغداد .

## اعماله وانجازاته
عمل خطيباً في مساجد بغداد، بعد اجازتهِ من المجلس العلمي في وزارة الأوقاف والشؤون الدينية عام 1985، ثم ترك الخطابة عام 1992، وأسس رابطة الشعراء الشباب عام 1991، مع مجموعة من شعراء العراق الشباب وانتخب رئيساً لها في جميع دوراتها حتى عام 2003، حيث توقف عملها. شكل مع أقرانه الشعراء جماعة العمود الجديد عام 1992 ثم مجلس الستة مع الشاعر عبد الرزاق عبد الواحد ومجلس عبد الرزاق عبد الواحد أصبح رئيساً لمنتدى الطالب الأدبي، وعمل في الصحافة والاعلام مشرفاً على الصفحات الثقافية ورئيساً للتحرير ومسشتشاراً للصحف و المجلات ومديراً للقسم الثقافي في قناة العراقية الفضائية بعد أن عد وقدم مجموعة من البرامج التلفزيونية والإذاعية ، ومديراً لقناة الحضارة الفضائية .
القى محاضرات كثيرة في الإعلام وتعلم على يده مجموعة من الإعلاميين وعمل مشرفاً لغوياً في قناة المدى وفضائيات أخرى واشرف على نشرات الأخبار ، كتب وأخرج عشرات الأفلام الوثائقية والسينمائية والمسلسلات التلفزيونية والمسرحيات ، عمل مديراً للقسم الاعلامي في دائرة العلاقات الثقافية العامة ، ورئيس التحرير لوكالة نخيل عراقي . وكتبت الكثير من الدراسات على شعره

### المناصب وبعض الصفات والاعمال
- عضو في اتحاد الادباء العرب 1992
- عضو في الاتحاد العالم للادباء والكتاب في العراق
- عضو نقابة الفنانين العراقيين
- مسشتشار رابطة الفن
- مدير الاعلام دائرة العلاقات الثقافية العامة
- مدير القسم الثقافي في قناة العراقية سابقا
- مدير قناة الحضارة الفضائية الملغاة
- مدير مكتب الانبار في قناة الفرات سابقاً
- رئيس تحرير مجلة المشكاة الادبية الملغاة
- رئيس رابطة الشعراء
- رئيس تحرير وكالة نخيل عراقي
- مستشار اعلامي لرابطة الفن
- مشرف على صفحات ثقافية في الصحف العراقية
- مشرف في نشرات الاخبار بقناة المدى والحرية الملغاة
- اعداد وتقديم واخراج برامج تلفزيونية واذاعية في قنوات عراقية
- معد ومخرج افلام وثائقية كثيرة حاز بعضها على جوائز عربية ومحلية
- مؤلف و مخرج لمسلسلات تلفزيونية
- محاضر في دورات تدريبية للأعلام في قنوات عراقية
- تخرج في دورات اعلامية متخصصة في الدنيمارك و بلجيكا
- عضو مؤسس في جماعة العمود الجديد 1990، مجلس الستة 1993، مجلس عبد الرزاق عبد الواحد
- عضو مؤسس في هيئة قراء القران في العراق
- احد الموقعين على بيان قصيدة شعر
- حكم في مسابقات شعرية عراقية وعربية
- مثل العراق في محافل دولية كثيرة منذ عام 1993 و لغاية 2019
- كتب مجموعة من أغاني الاطفال وأغاني رمضان ومسلسلات وبرامج

## مؤلفاته

### كتب
- السلامة في لغة الاذاعة والتلفزيون.
- سلسلة تهافت (تهافت الشعراء - تهافت النقاد - تهافت الاعلاميين).
- الفانوس (فلسفة).
- كيف تتولد القناعة (علم نفس).
- اخلاص التوحيد وتوحيد الاخلاص (علم الكلام).
- النظيم في تفسير القرأن الكريم.
- وبحوث كثيرة في مواضيع مختلفة.

### روايات
- حين صفقت الريح
- التجربة الثانية ( صدرت في الجزائر )
- الشارع
- المطار

### ديوان شعري
- لون اخر للرماد (عن دار الشؤون الثقافية)
- صندوق بريد
- رسائل داكنة
- مفاتيح لذاكرة مغلقة

## الجوائز والمهرجانات
- الاول على العراق في الشعر 1991
- الاول في الشعر على الوطن العربي للشباب 1993
- وسام شاعر العراق الاول من الشباب 1995
- الاول على طلبة العراق 1996
- المدالية الذهبية في مسابقة مهرجان بغداد نادي الصيد
- المدالية الذهبية في برنامج المميزون عن الشعر المرتجل بيروت
- شاعر العراق الاول في الشعر الفصيح في استفتاء 2017
- الاول على الوطن العربي في الشعر المهرجان الدولي للقصيدة العمودية في قابس 2016.[1]
- المدالية الفضية في حفظ وتلاوة القران الكريم 1993 بيروت
- حاز على جائزة أفضل برنامج تلفزيوني ضمن 57 دولة مشاركة عن برنامج تضاريس
- جوائز وشهادات كثيرة في الشعر و الافلام الوثائقية في العراق ومصر والسويد
- شارك في مهرجانات ومؤتمرات كثيرة في العراق والوطن العربي والعالم .